# Naturschutzgebiet Auf dem Hahne

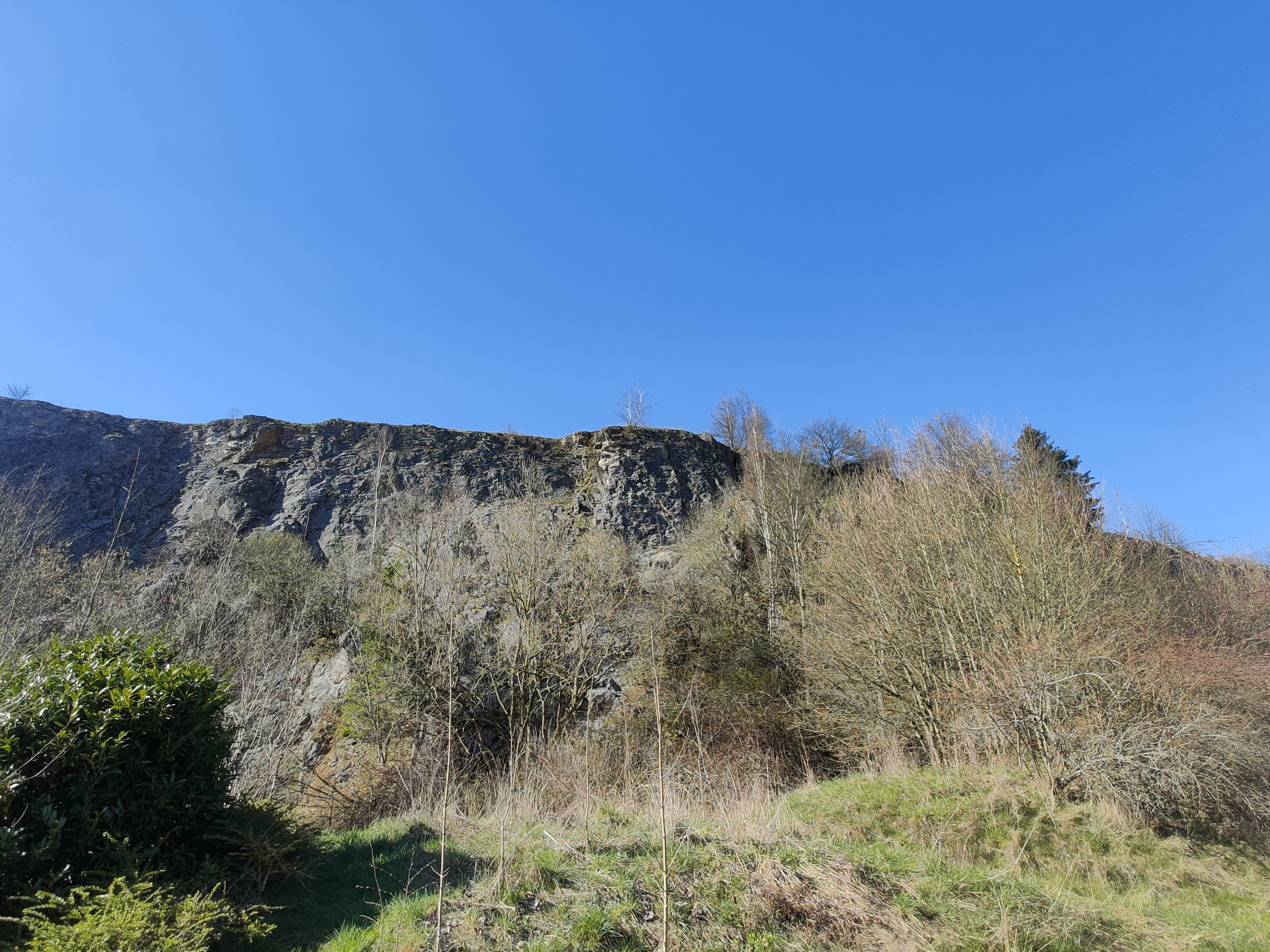
Naturschutzgebiet Auf dem Hahne von Süden

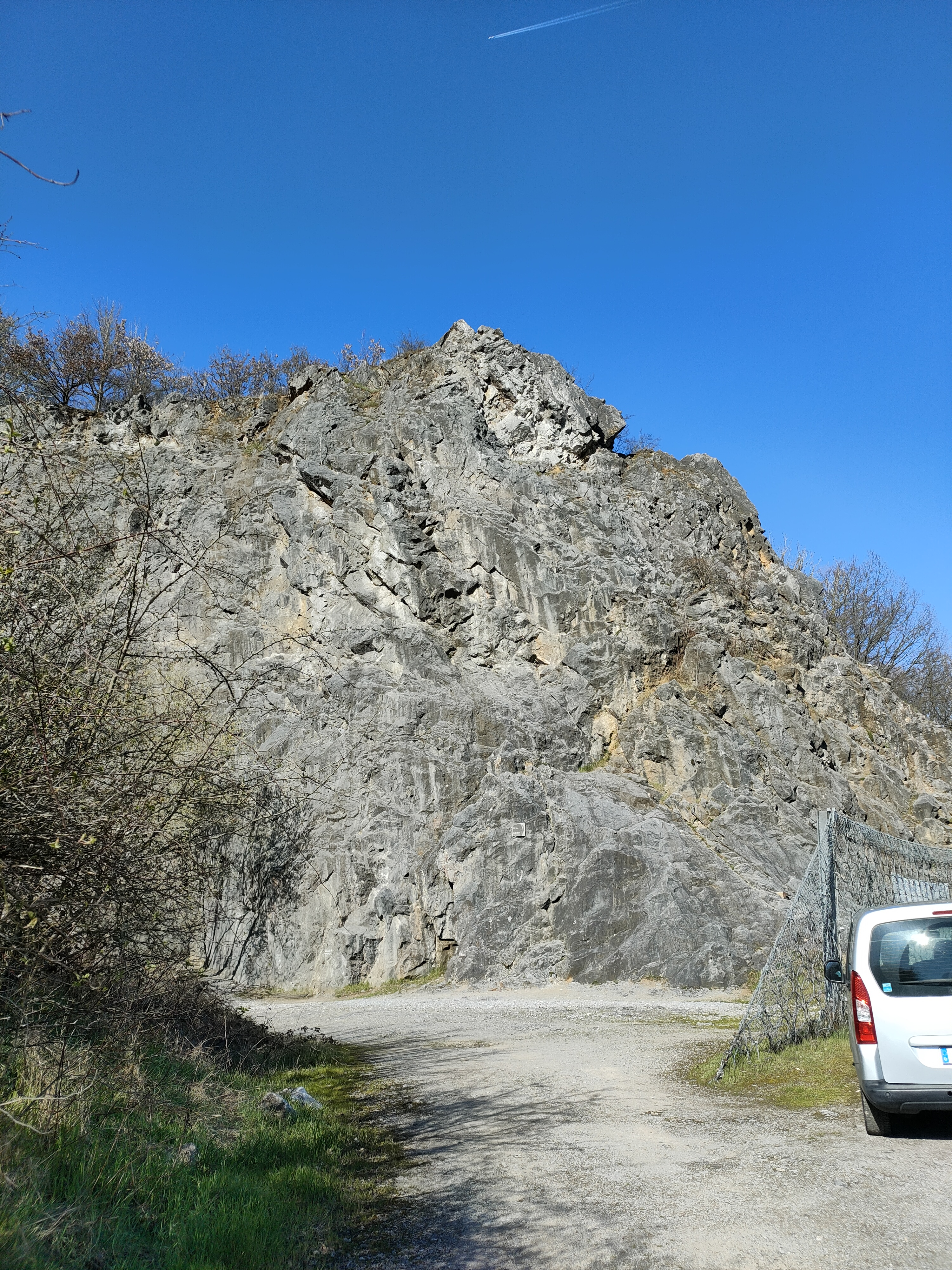
Felsbereich

Das Naturschutzgebiet Auf dem Hahne ist ein 3,62 ha großes Naturschutzgebiet (NSG) in der Gemeinde Finnentrop im Kreis Olpe in Nordrhein-Westfalen. Es liegt mitten im Finnentroper Ortsteil Heggen. Es wurde 2003 im Rahmen der Aufstellung des Landschaftsplanes Attendorn-Heggen-Helden einstweilig sichergestellt und 2006 vom Kreistag mit dem Landschaftsplan Nr. 3 Attendorn-Heggen-Helden ausgewiesen. Das NSG ist eine von zehn Teilflächen des Fauna-Flora-Habitat-Gebietes Kalkbuchenwälder, Kalkhalbtrockenrasen und -felsen südlich Finnentrop (DE-4813-301).

## Gebietsbeschreibung
Bei NSG Auf dem Hahne handelt es sich um den Rest eines flachgründigen Hügels aus Massenkalk. Der südliche Teil des Hügels wurde durch ein Steinbruchbetrieb abgebaut. Der aufgelassene Steinbruch wurde nicht ins NSG einbezogen und wird als Gewerbegebiet genutzt. Die Felswand des Steinbruchs wird als Klettergebiet Unterer Elberskamp genutzt.
Am Nordwesthang des Hügels befindet sich ein größerer Kalkmagerrasen. Am westlichen Hügelrand befinden sich am Unterhang pflanzliche Säurezeiger wie Heidekraut, Englischer Ginster und Behaarter Ginster. Am Südrand liegt ein kleines, offenbar angesalbtes Vorkommen der Küchenschelle. Da der Magerrasen nicht mehr beweidet wird kommt es zu einer Verbuschung mit Schwarzdorn. Im Nordosten des Hügels befindet sich am Rande des Steinbruchs eine schmale, hohe Felsnase mit Felsspalten-Vegetation und der Fingersteinbrech-Pflanzengesellschaft. Am Ostrand des NSG liegt der vergitterte Eingang der Wilhelmshöhle.

## Klettergebiet Unterer Elberskamp
Am NSG Auf dem Hahne befindet sich das Klettergebiet Unterer Elberskamp im dortigen ehemaligen Steinbruch. Als Klettergebiet Unterer Elberskamp werden die Felswände des ehemaligen Steinbruchs genutzt. Das NSG Auf dem Hahne beginnt nach den Kletterfelsbereich. Das Klettergebiet Unterer Elberskamp hat keine Verbindung zum NSG Elberskamp, welches nur ca. 100 südwestlich vom NSG Auf dem Hahne liegt.